# Daniel Koopmans
Daniel Koopmans (5 juli 1973) is een Nederlands kleinkunstenaar en acteur, vooral bekend van imitaties in Koppensnellers, op 3FM, Buro Renkema en van voorstellingen bij Op Sterk Water. 
Daniel studeerde af aan de theateracademie in Arnhem. Met zijn studiegenoot Frank Gunning won hij zilver in de finale van het Amsterdams Kleinkunst Festival. Hun cabaretprogramma Polderland speelde vervolgens zo’n 120 keer in de Nederlandse theaters. 
Zijn bekendste imitatie is die van Minister van Financiën Wouter Bos. De echte Wouter Bos zei hierover bij Claudia de Breij op radio 3FM: "Welke kanjer doet mij hier na?"

## Voorstellingen
- Polderland, Koopmans & Gunning
- Ivanov, regie academie Amsterdam
- Vriend en vriend
- Schapelaar, Deuten en de Goeij
- De bal is rond
- Mobil, Deuten en de Goeij
- Schmiere, Deuten en de Goeij
- Op Sterk Water, stichting de Zesde Man
- Ja-maar show